# 砂ぼうず
『砂ぼうず』（すなぼうず）は、コミックビーム（エンターブレイン発行）に連載のうすね正俊の漫画作品、およびそれを原作としたテレビアニメ。

## 概要
原作漫画は二部編成となっており、第一部は第1巻 - 第12巻が『砂ぼうず編』、第13巻 - 第22巻が第二部で、砂ぼうずの弟子である小砂を主人公とした『小砂編』である。月刊コミックビーム1997年2月号から連載を開始し、長期にわたり安定した連載を続けていたが第一部終盤あたりは休載が目立ち初め、第二部に突入してからは2005年8月号の掲載を最後に長期休載に入り、2009年10月号から再び連載が開始されるまで4年以上休載していた。連載再開後も2010年5月号までは8か月間継続して掲載されたが、その後再度の長期休載に入り、約3年振りとなる2013年5月号から執筆を再開して、2020年11月号にて完結した。
なお第一部と第二部ではコミックスの装丁が変えてあり、第13巻より『著者近影』や『著者コメント』が廃止されている。

## あらすじ
第一部
舞台は、関東大砂漠。数百年前に文明が滅び去ってもなお懲りずに、人間は人間同士で弱肉強食の争いを繰り返していた。そんな中、最近名をあげてきた便利屋、人呼んで砂漠の妖怪・砂ぼうず。金と名誉とボインのためなら、その抜群にキレる頭と腕前をいかして、卑怯・陰湿お構いなしに何でもやる……過酷なサバイバルを強いられる砂漠にまさに最適な男である。そして、関東一の凄腕美人を目指して彼に弟子入りした少女・通称：小砂。ある時は女に騙され命を危うくし、またある時は多額の借金を背負わされながら、二人の戦いの日々は続いていく。
第二部
西オアシス政府の大滝派と反主流派の争いの中で、砂ぼうずの裏切り行為により、小砂は砂ぼうずから独立する形でコンビを解消。弟子に取った満と共にてるてるぼうずを名乗る。2人は危険に遭いながらも依頼をこなしていくのであった。

## 登場人物
「声」はアニメ版における担当声優。

### 主要人物
物語の主要な人物。
水野灌太（みずの かんた） / 砂ぼうず
声 - 鈴木千尋
第一部の主人公。17歳。あちこちで砂漠の妖怪と恐れられ恨まれ憎まれる凄腕の若手便利屋。ロケットウインチや身代わりの風船などを使った様々な奇策で受けた依頼は必ずやり遂げるという触れ込みで依頼者から評判を得ている。ショットガン（ウィンチェスターM1897。父親の形見でもある）とリボルバー（S&W M10）を愛用し、長距離射撃にはボルトアクションライフル（M40A1）も使うこともある。作動不良の可能性があるオートマチックの銃器は、弾丸の無駄遣いとなるなど嫌いらしい。実利主義かつ強欲で後述の理由で未だ童貞らしい。頭の回転は非常に速いが、美人（特に巨乳）には騙されやすく、直情的に襲って返り討ちや騙まし討ちを喰らった数は計り知れないが一向に懲りない。初めは疎んでいた小砂を偽写真一枚で騙され「自分好みに育てる」つもりで弟子として面倒を見ることになった。数々の大仕事をこなし着実に名前を上げていくが、ある依頼がきっかけで西オアシス政府の大滝派と反主流派の活動に巻き込まれていき、ほとんど強制的に反主流派（アニメ版では裏便利屋組合）に引き込まれ、反政府活動に参加することになる。大滝派へのテロ行為など反政府活動を精力的にこなしていくが、西オアシス政府と友好関係にあった南オアシス政府でクーデターが起きたことによって、西オアシスの選挙が無期限延期になってしまう。これを機会に反主流派を見限った砂ぼうずは、純子と共に仲間を裏切り、大滝派についた。アニメ版では、裏便利屋組合が機械化兵士に襲撃された際に死亡したと思わせて、密かに生き延び政府側についていた。三年後の第二部では、直接登場するシーンはまだ描かれていないが、戦場で機械化兵士達を率いて、「砂ぼうず軍団」と呼ばれ恐れられている。
小泉太湖（こいずみ たいこ） / 小砂
声 - 斎藤千和
第一部のヒロインで、第二部の主人公。狙撃の才覚あり。愛用の銃はM79 グレネードランチャー、コルトM1903、ミニUZI。砂ぼうずの弟子。14歳。砂ぼうずに対しては、その類稀なる生存のための能力（執念）を尊敬しており、大抵は誰からも蛇蝎の如く嫌われる砂ぼうずへ次第に好意を抱くようになった数少ない人物。しかし女に懲りない様子は素直に馬鹿にしている。関東一の凄腕美人になることが夢で、かつての師匠・大沼を見切り砂ぼうずに弟子入りする。以後、努力を重ね、着実に実力を上げるが、当初の思惑とは裏腹に一向に胸のサイズは大きくならず、また砂ぼうずも子供扱いして女性の範疇にみなされていない。ある仕事がきっかけで、自分を助けた夏子に自身の目標である「凄腕美人」の理想像を見出し、大きな憧れを抱いている。純子のことは砂ぼうず諸共酷い目に遭わされ、それでも懲りずに砂ぼうずが入揚げるため毛嫌いしている。終盤では修行期間を終え便利屋として独立し、満を弟子に迎えつつ反主流派の下で働くことになる。しかし、砂ぼうずの突然の裏切りで大きな転機を迎える。葛藤の末、砂ぼうずの誘いを拒んで、敵対する道を選んだ（アニメ版では、砂ぼうずの特注ウィンチを作っていた松波一家を口封じのために殺害したのが、彼の誘いを拒む大きな要因として描かれた）。第二部では、子分の満を従え戦場で活躍しており、「てるてるぼうず」の異名で、周囲から恐れられ怨まれているが本人はのびのびと過ごしている様子。
朝霧純子（あさぎり じゅんこ）
声 - 小谷朋子
砂ぼうずのライバル、と言いつつ自慢の美貌と悪知恵で砂ぼうずを始め、多くの男を手玉に取る「砂漠の女狐」。砂ぼうずをしばしば難題に巻き込ませ、砂ぼうずが苦戦している間にちゃっかりオイシイところだけ横取りして逃げていく。女の武器を活かせない相手が天敵。自分の体を餌にする手法から砂漠の雌豚と罵倒されることも。ある仕事が原因で反主流派の亀井戸に拿捕され、看護士兼貝塚の秘書として反政府活動に参加することになる。砂ぼうずを単に利用しているだけの関係だが、アニメ版では、砂ぼうずの身を本気で案ずるようなシーンもある。密かに乙女チックなポエムを書く趣味もあるらしい。
雨蜘蛛（あまぐも）
声 - 若本規夫
砂ぼうずのライバルで「魂すら取り立てる砂漠の死神」と恐れられている借金取立て屋。ストックとバレルを切り詰めたカービンライフル（M2カービン）とオートマチックピストル（ワルサーP38）を愛用している。SMチックな拷問が趣味で、鞭やローソク、浣腸を常備し、彼の毒牙にかかって人間としての尊厳を蹂躙されたもの数知れず。それらの小道具は単に趣味に活用するだけでなく、武器としても有効に使い、特に鞭を多用している。通り名の由来であろう極細のワイヤーや毒物も切り札的に使用する。砂ぼうずとは度々衝突したが、同じ小細工を使うトリック派同士で実力が伯仲しており決着はついていない。アニメ版の終盤では裏便利屋組合に雇われて小砂達の味方につき、何度も窮地を救う活躍する。
第二部では砂ぼうず軍団をつけ狙い、反主流派の勢力と共闘することになる。

### 便利屋
金になる仕事なら、法律の許す範囲で何でも請け負う職業。主人公の砂ぼうずも西オアシスの便利屋組合「無限屋」に所属している。
川口三兄弟
砂ぼうずの幼馴染にしてライバルでお互いを嫌っているが、実力だけは認め合っている（幼少の頃は、灌太と共にいろいろと悪いことをしていた仲でもある。そのせいか悪知恵は砂ぼうず＝灌太と同レベル。朝霧順子の色香にも平気で惑わされている。しかもアニメ版15話では灌太と太湖と共に大声で意気の合った歌を歌うくらい）。彼と同様、便利屋を営む。通称「マシンガン三兄弟」。戦闘では、何も考えず機関銃をバリバリ撃ちまくるのが特徴で、火力に任せた力押しの荒事が得意。兄弟仲は良いのでチームプレイの技量は高い。物語終盤では砂ぼうずの策略で反主流派の活動に引き込まれるが、本人達は夏子のために働けることを喜んでいた。その後、機械化兵士に対抗するため、銃を対物ライフル（バレットM82A1）で統一している。
川口冬夫（かわぐち ふゆお）
声 - 斉藤次郎
長男。20歳。巨漢で強面だが、妹弟想いで春夫や夏子を庇って負傷したこともある。本来なら車両等に据え置いて使用される、50口径の重機関銃（ブローニングM2）を個人で携行し、腰貯めに構えて使いこなす強靭な体力の持ち主。未知の相手だった機械化兵士との戦いでは、その火力が大いに活躍した。
川口秋夫（かわぐち あきお）
声 - かわのをとや
次男。19歳。短気な性格だが、兄妹想い。昔、飲んだ水が原因で死に掛けたのが原因で、自分で殺菌消毒した水しか口にしないなど用心深い面もある。軽機関銃（FNミニミ）を使用。兄弟の中では砂ぼうずとは一番仲が悪かったが機械化兵士との戦いで、一時的にだが砂ぼうずに好感を持った。
アニメ版3話では、春夫と共に順子の巨乳を見た時、夏子もあれだけでかければいいなぁとか想像していた。
川口春夫（かわぐち はるお）
声 - 高戸靖広
三男。17歳。若干、吃音癖がある。そそっかしい性格だが、兄姉想い。兄弟の中でよく笑うことが多い。小砂と結構仲が良い。軽機関銃（M60機関銃）を使用。狙撃の才覚もある。背中には便利屋と書かれた旗を掲げている。

小出水厳道（こいでみず げんどう）
声 - 中嶋聡彦
砂ぼうずの便利屋修行時代の最後の師匠（修行時代の砂ぼうずは、滅茶苦茶なことをしていたので、手に負えず組合をたらい回しにされていたらしい）。子連れのため荒事はご法度と、うだつの上がらない便利屋だが生き延びる才覚は優れており、ロケットウィンチの技術を砂ぼうずに伝授したのも彼。
小出水満（こいでみず みつる）
声 - 茂木滋
小出水厳道の息子で、ハルク病患者。母親の死という、幼い頃の大きな精神的ショックで発病した。ハルク病が出ると人格が変わり、その人格は「太郎」と呼ばれている。父親の厳道のみが「太郎」を抑えることができる。修行時代の砂ぼうずに虐待同然の扱いを受けていたために彼を嫌っているが、その弟子の小砂のことは尊敬しており、厳道が胃潰瘍で倒れたのを契機に小砂に便利屋として弟子入りした。そして、彼のハルク病が終盤の小砂達の大きな窮地を救うことになる。第二部では成長し、小砂の子分として働いており、小砂に恋心を持っていることもあってこきつかわれている。ハルク病もある程度コントロールできるようになっており、戦闘で有効に活用している。
無限屋
声 - 世田壱恵
便利屋組合「無限屋」の主人。砂ぼうずを「灌ちゃん」と呼ぶ親しい仲。

### 反主流派
西オアシスの現政権と敵対する組織だが、組織と呼ぶにもお粗末な状態らしい。暗黒時代の科学技術で砂漠を緑化して環境を改善させることを提唱している。アニメ版では裏便利屋組合という組織に変更された。
亀井戸（かめいど）
オアシス政府軍の情報部に所属する軍人。手段を選ばない冷酷な性格でオアシスでは絶対の効力を持つ契約書も平気で破る。穏健な海堂とは反りが合わない。
海堂勝（かいどう まさる）
声 - 遠近孝一
オアシス政府軍の特殊部隊に所属していたが、何らかの原因で自分が信じていた政府に失望し、砂漠を放浪していた。二枚目で正義感の強い理想主義者。軍でも一部の優秀な兵士にしか教えられない、徒手格闘技の訓練を受けており、強靭な肉体と素手でも高い戦闘能力を持つ。あさり、しじみ姉妹を助けたことで行き倒れたところを砂ぼうずに助けられ、その代償を人身売買で払わされそうになったが、姉妹が原因で砂ぼうずを酷い目に遭わせてしまう。その腹いせに男色家の人買いに売り飛ばされた。その後、実は密かに監視していた政府の反主流派に救出され軍隊に戻り、反政府活動に参加することになる。砂ぼうずを、自分とは正反対の人間だが自分が間違った時には正してくれる気がする、と評している。軍では夏子の上官だが、アニメではその立場は弱かった。
貝塚薫（かいづか かおる）
声 - 大木民夫
遺跡発掘を行う宝探し人で「人生ゲーム社」の社長。56歳。砂ぼうずを自分の若かりし頃と重ねて高く評価している。10年前に未知の白骨都市を発見するが番人のロボットに襲われ、長年の友人2人を殺され命からがら持ち帰ったメモリデータから「人生ゲーム」を再現して商品化し大儲けする。それ以降、何度も雇った人間で番人を打倒しようとしており、砂ぼうずによってその目論見は成功。番人を倒して捕獲しようとしたのは、秘密裏に暗黒時代のテクノロジーを研究するためだった。そして現オアシス政府を快く思っておらず、反主流派に砂ぼうずとともに加担する。その後、砂ぼうずの裏切りで大滝派に研究所を襲撃され拉致された。アニメ版では砂漠に選挙法を導入しようとクーデターを企てる裏便利屋組合の影の支配者ということになっており、暗黒時代の地殻兵器を使って、研究所を襲撃してきた砂ぼうず達を葬ろうとした。
川口夏子（かわぐち なつこ）
声 - 皆口裕子
川口家の長女。18歳。冬夫、秋夫の妹であり、春夫の姉。冷静な性格だが兄弟想いで、兄や弟を反主流派の活動に巻き込むのを嫌がっていた。砂ぼうずを灌ちゃんと呼ぶ幼馴染だが、少女時代に砂ぼうずに何度も性的悪戯をされたために彼を酷く憎んでいる。努力の末、オアシスの学校に入学し軍の下士官（軍曹）になるが、オアシス生まれの多いオアシス政府、軍では砂漠の出身という身分から差別的な扱いを受ける。その後、反政府思想に共鳴して反主流派の属する特殊部隊で活動していた。特殊部隊では海堂と同じく徒手格闘技の訓練を受けている。用済みの小砂や砂ぼうずを囮に利用したり、敵勢力の村の住民を虐殺に加担するなど冷酷な面も持つ。
アニメ版では、勘の鋭い灌太＝砂ぼうずを高く評価および警戒の対象としていて、反政府に入ってからは灌太と睨み合うことが多くなる。幼少の頃は、彼女も他の兄弟達と同じく灌太の後ろをついていった1人でもある。
土露沼（どろぬま）
警察官で砂ぼうずとは旧知の仲の中年刑事。砂ぼうずの弱みを握っているらしく、表沙汰にできない事情のある事件の解決に協力させるなど狡猾な人物（逆に砂ぼうずも土露沼との関係を利用して窮地を凌ぐこともある）。砂ぼうずと共謀してマシンガン三兄弟を反主流派に取り込むために嘘の情報を流すなど反主流派の人間としても活動している。

### 大滝派
西オアシス政府の主流となっている組織。環境の回復は自然の流れに任せるべきだと主張しており、反主流派と対立している。
大滝長老（おおたき）
前文明を滅ぼした暗黒時代の科学を否定して政権の座についたが裏では、その科学技術を貪欲に収集して武装を進めていた。どんな人物なのかは、まだ明らかにされていない。
難波（なんば）
機械化兵士の1人で、唯一元は生身の人間（他の兵士は最初から完全な機械化兵士として製造されている）。落ち武者のような長髪に鉄仮面を被ったような素顔をしている。通常の人間なら耐えられない機械化に耐える体質のため、半ば実験台的な機械化を施されており、すでに体の半分が機械らしい。機械化の影響か精神に異常な面があり、すぐに頭に血が昇り暴走するので仲間内でも疎まれていた。性的不能を非常に気にしており自分をインポ呼ばわりした砂ぼうずを執念深く狙っている。機械体のほか、暗黒時代の科学技術を使った超豪華といわれる装備を与えられているが、その性格のせいで宝の持ち腐れと言われ何度も砂ぼうずに煮え湯を飲まされている。
鮎川（あゆかわ）
機械化兵士の1人で、海堂とよく似た正義感の強い理想主義者。大滝派の正義を頭から信じている。砂ぼうずの素性調査中に困っている人間を放っておけない（食い逃げ犯を捕まえたり、砂ぼうずが証拠隠滅のために松波家を放火した際、焼ける家から子供3人を助けた）性格から、人助けをして目立っていたため、砂ぼうずに正体が露見してしまう。砂ぼうずに融通の利かない面を見事に利用されて敗れ、機密情報の一部も盗まれる。
鮫永（さめすが）
機械化兵士の1人で、鮎川とともに砂ぼうずの素性を調査していたが、鮎川のお人好しぶりに手を焼いていた。砂ぼうずに敗れて頭部だけになった鮎川を回収し帰還した。

### 盗賊、ならず者、敵役
砂漠の悪党や砂ぼうずの敵役達。政府から賞金が掛けられている人物も多い。盗賊は捕まると裁判抜きで死刑が確定しているほど、政府から敵視されている。
蛙誠（かわず まこと）
声 - 神谷浩史
大盗賊である蛙一家の親分。37歳。プリンが好物。大川物産の輸送車を襲ったのが原因で、砂ぼうずに狙われる。ハルク病患者で、お前の母親はデベソというフレーズを聞くと怒って発病する。ハルク病をある程度コントロールでき、銃も使える。砂ぼうずの奇策の前に敗れた。アニメ版では、その後、ネオ蛙一家のネオ蛙誠として再登場し、砂ぼうずと間違えて小砂と満を狙うが、同じハルク病患者の満によって大岩の下敷きにされる。最終話では再度復活して懲りずに悪事を働いていた。
大沼次郎（おおぬま じろう）
声 - 田中秀幸
殺し屋の名を上げるために砂ぼうずを狙った。小砂の以前の師匠。狙撃銃（ドラグノフ狙撃銃）を使用し、射撃の力量は砂ぼうずも認める一流の腕前だが、お人好しで商売や世渡りはヘタクソ。砂ぼうずを追い詰めるが、詰めの甘さを指摘されて敗れ、身包み剥がされ砂漠に放置された上に小砂にも見限られる。
江戸川組
声 - 太田哲治、松本大、佐藤ひろし、小原雅一
同じような顔をした4人1組の盗賊で水が沸き井戸ができるという情報を聞きつけてある開拓村を襲撃した。背負い式のロケットを使った高速移動の連携プレーで一度は砂ぼうずを敗走させたが、再戦時にトラップを仕掛けた白骨都市に誘き寄せられて敗れた。その後、賞金首として政府の役人に突き出される。
番人
声 - 増岡太郎
20年ぶりに発見された85番目の新たな白骨都市の番人。その正体は暗黒時代のロボットで10年前に貝塚に偶然発見された際に起動し、それ以降、白骨都市に入ってくる外敵を無条件で排除するために働いていた。小銃弾程度では全く歯が立たない頑強な体と圧倒的なパワーで素手でも高い戦闘力を誇る。過去に貝塚の雇った傭兵達をことごとく全滅させた。純子とその仲間の傭兵との激しい戦いで半壊するほど消耗したところを、対戦車ロケット弾を砂ぼうずに打ち込まれて止めを刺される。その後、貝塚に回収され研究所で研究されていた。アニメ版では量産体制が整い、実戦配備もされている。

### その他
大波波郎（おおなみ なみろう）、大波つなみ、大波波子（なみこ）
声 - 伊丸岡篤、鈴木菜穂子、升望
アニメ版のみ登場。1話の冒頭で蛙一家に襲われているところを砂ぼうずに助けられ、報酬として大金を取られた。他の場面にも端役で出演している。

## 用語
オアシス
旧文明の遺産を運用する支配階級が住む城塞都市。オアシス同士や白骨都市は、関東大砂漠に張り巡らされた地下道で繋がっているらしいが、その情報はほとんど失われているか、土砂に埋没している。
関東大砂漠
遠い未来の日本の関東地方全域が、大量破壊兵器の被害や環境の変化で砂漠化した場所。作中の人物は関東以外の地域がどうなっているのか知らず、最終巻にて500km離れた場所にある関西が発見される。
砂漠スーツ
極度の乾燥と、灼熱の日中・極寒の夜間を繰り返す過酷な砂漠気候で人間の生存を可能にする装備。街中では単に日傘と遮光用マントだけでもどうにか生活できるが、無人の荒野を行きかうことも多い便利屋やオアシス政府の役人や軍人には欠くことのできない装備である。作中世界では生産しにくく貴重な電子機器や通信機・空調機などをふんだんに内蔵しており、その素材もアラミド繊維を多用するなど防弾機能を備えたハイテク装備となっている。ことヘルメットはヘッドマウントディスプレイを内蔵、暗視装置や集音装置など索敵機能が盛り込まれていて、ライフル弾でも簡単には貫通しない。このため作中世界で砂漠スーツを着込んだもの同士が銃撃戦をすると、そのほとんどが致命傷にはならないため殴り合いに等しい状況になり、双方ボコボコになるまで撃ち合う羽目になったりする。ヘルメットの索敵機能は戦闘において重要な機能ではあるが、オアシス政府が一般に卸す技術には制限が設けられており、その性能には上限が存在する。作中企業の「渦巻化成」が極秘裏に入手した暗黒時代の技術情報で従来スーツのはるか上を行く「スペシャル」な性能のスーツを開発したが、紆余曲折を経てオアシス政府内の反主流派に開発者共々取り込まれ、後に反主流派に合流することとなった砂ぼうずたちも「スペシャル」装備を手に入れることになる。
白骨都市
有用な資源・資材を取り尽された旧文明の市街のことを指すが、未発見の都市もそう呼称される。
ハルク病
普段は常人かむしろ貧弱な肉体と精神を有した人間が、大きな精神的ショックで人間の限界を超えた身体能力と凶暴性を発揮する症状。限界を超えた能力を発揮する反動で肉体は大きなダメージを受ける。発症すれば通常は理性をなくし敵味方の区別なく暴れ回るが、訓練次第では制御したり、自身でもある程度コントロールすることも可能。過去の戦争で使用された化学物質の影響という説と、兵器として意図的に作り出されたという説がある。オアシス政府や軍ではハルク病者をヒューロンと呼んで秘密裏に研究や抹殺などを行っており、機械化兵士達はハルク病者に畏敬に近い反応を示して萎縮することが確認されている。
暗黒時代
超高熱を発する大量破壊兵器も多用された大戦以前のことで、同大戦で社会は大幅に後退、「やっぱり懲りていない人類」は略奪と戦いに明け暮れる暮らしであるため、その全容は忘れ去られている。方々に遺跡が散在し、そこからは生活に関係したものも発掘されているが、それらは主に資源として再利用されている。稀に技術情報なども発見されており、それらは莫大な利益を生むため、利権がらみの争いも絶えない。オアシス政府はこの技術の内でも特に危険度の高いものを封印しているが、各オアシス政府間や政府内の派閥争いで利用可能なものが流用されたりして、色々と「ヤバイこと」にもなっているらしい。
てるてるぼうず
現代でこそ無邪気に晴天を願うための「おまじない」であるてるてるぼうずも、作中の時代では水が奪い合い殺し合いすら起きる貴重品であるため、天からの恵みを奪う最大級のタブー扱いされる呪い人形として恐れ戦かれている。これを名乗る小砂・満コンビは、砂ぼうず直伝の卑劣で手加減のないやり口もあって、その名前共々各地で恐れられている。

## 書誌情報
- うすね正俊『砂ぼうず』 エンターブレイン〈ビームコミックス〉、全22巻
  1. 1997年8月22日発売、ISBN 4-75-611110-6 / 1999年1月17日発売、ISBN 4-75-770435-6（改訂版）
  2. 1998年4月25日発売、ISBN 4-75-720040-4 / 2001年10月25日発売、ISBN 4-75-770649-9（改訂版）
  3. 1998年7月22日発売、ISBN 4-75-720136-2 / 2001年10月25日発売、ISBN 4-75-770621-9（改訂版）
  4. 1999年2月25日発売、ISBN 4-75-720337-3 / 2001年9月25日発売、ISBN 4-75-770557-3（改訂版）
  5. 1999年8月25日発売、ISBN 4-75-720511-2 / 2001年9月25日発売、ISBN 4-75-770622-7（改訂版）
  6. 2000年2月25日発売、ISBN 4-75-720700-X / 2001年10月25日発売、ISBN 4-75-770650-2（改訂版）
  7. 2000年9月26日発売、ISBN 4-75-770202-7
  8. 2001年3月26日発売、ISBN 4-75-770376-7
  9. 2001年10月25日発売、ISBN 4-75-770586-7
  10. 2002年3月25日発売、ISBN 4-75-770810-6
  11. 2002年12月24日発売、ISBN 4-75-771177-8
  12. 2003年9月25日発売、ISBN 4-75-771583-8
  13. 2005年8月31日発売、ISBN 978-4-75-772405-1
  14. 2010年3月25日発売、ISBN 978-4-04-726496-0
  15. 2014年1月25日発売、ISBN 978-4-04-729413-4
  16. 2015年1月24日発売、ISBN 978-4-04-730159-7
  17. 2016年1月25日発売、ISBN 978-4-04-730882-4
  18. 2016年8月25日発売、ISBN 978-4-04-726220-1
  19. 2017年6月24日発売、ISBN 978-4-04-734700-7
  20. 2018年4月12日発売、ISBN 978-4-04-735123-3
  21. 2019年4月12日発売、ISBN 978-4-04-735597-2
  22. 2020年11月12日発売、ISBN 978-4-04-736430-1

## テレビアニメ
2004年10月から2005年3月まで中部日本放送ほかにて放送された。全24話。ナレーションは大木民夫が担当。

### 表現規制
原作は、過酷な砂漠が舞台というだけあり、どうしても台詞や絵にかなり過激（残酷・卑猥ともに）なものが多い。アニメ版は、そのような過激な作品が多い各局深夜1 - 3時台の遅めの時間帯で放送されている。
CMでのキャッチコピーは「萌えアニメに宣戦布告!」
作品としての必要上、やむを得ず過激なシーンを出す場合は、砂ぼうずマーク（砂ぼうずの頭に血管が浮き出ているもの）で隠したり、黒ベタで覆い隠したり、セリフの一部に消し音（ピー音）をかけるなどの処理がされている。しかし、それらは規制を逆手に取ったギャグとしても演出されており、ある意味では、普段は殺伐としているがたまにコミカルにもなる原作の雰囲気に近い、ともいえる。
これらの表現規制は、「無修正版」と題し、DVD版では外され、本来の映像を見ることができる。

#### 放送時に規制・修正が入っていたシーン
DVDでは修正が入っていない。
- 第1話
  - 男が右手中指を立てて挑発するシーンに砂ぼマークが加工（手全体ではなく中指先端部分のみにマーク）
  - 女の子を蹴り飛ばすシーンをカット
- 第2話
  - 雨蜘蛛を襲っていた二人組の強盗の股間部分
  - 雨蜘蛛の唄の終盤あたりにピー音
- 第4話
  - 砂ぼうずに敗れた狙撃手・大沼二郎の尻に砂ぼマーク
- 第5話
  - 卑猥なセリフにピー音
  - 砂ぼうずのことを侮辱するときにピー音
- 第6話
  - 約束の中身のセリフが「ちょめちょめ、あれ・あれ」になっている
  - 村長が言ったことに対してピー音
- 第7話
  - 第6話で遭難した砂ぼうずを川口三兄弟がお尻丸だしでバカにする（尻に砂ぼマークが加工）
- 第8話
  - 雨蜘蛛の股間に砂ぼマーク
  - 絶頂した砂ぼうずの股間に砂ぼマーク
- 第11話
  - 砂ぼうずの秘密基地にて、砂ぼうずと純子の会話にピー音
  - カット切り替えの絵が男の下半身。その股間に砂ぼマーク
- 第12話
  - 若芽に対しての捕まったらどうなるかと説得する場面で、想像に出てくる金持ちの台詞が「ちょめちょめ」になっている。
- 第14話
  - 敵傭兵の股間に砂ぼマーク
- 第15話＆第16話
  - トレーラーの積荷が原作ではう○こだったのがアニメではカレーに変更
- 第16話
  - 灌太が尋問してボロボロになった捕虜の姿がシルエットに変更
- 第18話
  - 谷川清士にさらわれた純子がどうなってしまったのか考える砂ぼうずのセリフにピー音
  - 純子と渦巻化成の傭兵の会話にピー音
- 第13話-第23話
  - オープニングに登場する漫画版の雨蜘蛛の股間に砂ぼマーク
- 第24話
  - エンディングで、雨蜘蛛の股間に砂ぼマーク
- その他
  - せんずり、フニャチン、下賎、頭が馬鹿になる等の細かい台詞も別の言葉に差し替えられた。

### スタッフ
- 原作 - うすね正俊
- 監督 - 稲垣隆行
- 副監督 - 板垣伸
- シリーズ構成 - 山口宏
- キャラクターデザイン・総作画監督 - 吉松孝博
- メカデザイン - 川原智弘
- 銃器設定 - 村松尚雄
- 美術監督 - 谷村心一
- 色彩設計 - 鈴木寿枝
- 撮影監督 - 北村直樹
- 編集 - 廣瀬清志
- 音響監督 - 本山哲
- 音楽 - 田中公平
- プロデューサー - 川原陽子、渡辺隆、岡崎剛之、鈴木和彦、千葉卓也、田中裕一
- アニメーション制作 - GONZO
- 製作・著作 - GDH、コモンウェルス・エンターテインメント、ポニーキャニオン、中部日本放送、東北放送、北海道放送、RKB毎日放送

### 主題歌
「Sand Mission」
高取ヒデアキによる第1クールオープニングテーマ。作詞は吉元由美、作曲は武藤良明、編曲は籠島裕昌。
「DESTINY OF THE DESERT」
YUKAによる第2クールオープニングテーマ。作詞は相吉志保、作曲・編曲は宮原恵太。
「砂ぼうず絵描き唄」
高取ヒデアキによる第1クールエンディングテーマ。作詞は小岩井壱悟、作曲・編曲は水垣カエル。
「蜃気楼」
YUKAによる第2クールエンディングテーマ。作詞は長村楓、作曲は岡素世、編曲は宮原恵太。

### 各話リスト
| 話数 | サブタイトル                                     | 脚本       | 絵コンテ         | 演出             | 作画監督                 |
| ---- | ------------------------------------------------ | ---------- | ---------------- | ---------------- | ------------------------ |
| 1    | 妖怪と、ボイン                                   | 山口宏     | 稲垣隆行         | 稲垣隆行         | 吉松孝博                 |
| 2    | 砂と、雨                                         | 山口宏     | 稲垣隆行         | 原田孝宏         | 烏宏明                   |
| 3    | 戦車と、マシンガン                               | 中村浩二郎 | 板垣伸           | 板垣伸           | アオキヨシト             |
| 4    | 狙撃と、足音                                     | 山口宏     | 根室大           | 水本葉月         | 斉藤和也                 |
| 5    | 井戸と、罠                                       | 中村浩二郎 | 上條修           | 新田義方         | 古谷田順久               |
| 6    | ロケットと、放浪                                 | 中村浩二郎 | 金澤勝眞         | 犬川犬夫         | 江上夏樹                 |
| 7    | 師匠と、弟子                                     | 山口宏     | こでらかつゆき   | 山田弘和         | 清丸悟                   |
| 8    | 犬女と、岩                                       | 山口宏     | こでらかつゆき   | 佐々木真哉       | 須田正巳 野口啓生        |
| 9    | 人生と、ゲーム                                   | 竹田裕一郎 | 板垣伸           | 安川勝           | 烏宏明                   |
| 10   | 番人と、宝探し人                                 | 竹田裕一郎 | 上條修           | 新田義方         | 古谷田順久 村上勉        |
| 11   | 罪と、罰                                         | 山口宏     | 稲垣隆行         | 粟井重紀         | アオキヨシト             |
| 12   | 少女と、救出                                     | 中村浩二郎 | 犬川犬夫         | 犬川犬夫         | 江上夏樹                 |
| 13   | 理想と、現実                                     | 中村浩二郎 | ゆきひろ         | 安川勝 原田孝宏  | 土屋圭                   |
| 14   | 小砂と、フルオート                               | 山口宏     | こでらかつゆき   | 長尾粛           | 井上善勝 須田正巳        |
| 15   | 兄弟と、幼なじみ                                 | 竹田裕一郎 | 上條修           | 角田一樹         | 菅原浩喜 本村晃一        |
| 16   | カレーと、ライス（オンエア版） 糞と、尿（DVD版） | 竹田裕一郎 | 河村建一         | 唐戸光博         | 竹森由加                 |
| 17   | 純子と、追跡者                                   | 中村浩二郎 | こでらかつゆき   | 犬川犬夫         | 江上夏樹                 |
| 18   | 挫折と、絶望                                     | 中村浩二郎 | こでらかつゆき   | 山田弘和         | 烏宏明                   |
| 19   | 上と、下                                         | 竹田裕一郎 | 根室大           | 粟井重紀         | 深澤謙二                 |
| 20   | 裏と、便                                         | 竹田裕一郎 | 板垣伸           | 板垣伸           | アオキヨシト             |
| 21   | 師匠と、弟子PART II                              | 山口宏     | 稲垣隆行         | 熊谷雅晃         | 青木哲郎                 |
| 22   | 雨と、海                                         | 山口宏     | 板垣伸           | 板垣伸           | 江上夏樹                 |
| 23   | 疑惑と、野望                                     | 山口宏     | 板垣伸           | 唐戸光博         | 清丸悟 深澤謙二 村松尚雄 |
| 24   | 太湖と、灌太                                     | 山口宏     | 稲垣隆行、板垣伸 | 稲垣隆行、板垣伸 | サムシング吉松           |

### 放送局
| 放送期間                       | 放送時間                     | 放送局       | 対象地域   | 備考                      |
| ------------------------------ | ---------------------------- | ------------ | ---------- | ------------------------- |
| 2004年10月5日 - 2005年3月29日  | 火曜 1:30 - 2:00（月曜深夜） | 中部日本放送 | 中京広域圏 | 製作局                    |
| 2004年10月6日 - 2005年3月30日  | 水曜 1:00 - 1:30（火曜深夜） | テレビ埼玉   | 埼玉県     |                           |
| 2004年10月8日 - 2005年4月1日   | 金曜 2:00 - 2:30（木曜深夜） | 東北放送     | 宮城県     | 製作局                    |
| 2004年10月9日 - 2005年4月2日   | 土曜 2:45 - 3:15（金曜深夜） | 北海道放送   | 北海道     | 製作局                    |
| 2004年10月28日 - 2005年4月13日 | 木曜 1:58 - 2:28（水曜深夜） | RKB毎日放送  | 福岡県     | 製作局                    |
| 2005年1月5日 - 6月15日         | 水曜 11:30 - 12:00           | AT-X         | 日本全域   | CS放送 / リピート放送あり |
| 2005年2月6日 - 9月4日          | 日曜 2:55 - 3:25（土曜深夜） | 毎日放送     | 近畿広域圏 | 『アニメシャワー』第3部   |

インターネットでは、公式サイトにて2005年1月11日から6月26日まで無料配信された。

### インターネットラジオ
『インターネットラジオ 砂ぼうず』が音泉にて2004年10月7日から2005年6月30日まで配信された。パーソナリティは鈴木千尋・斎藤千和。